# Muskauer und Neustädter Heide
Muskauer und Neustädter Heide este o arie protejată (arie de protecție specială avifaunistică — SPA) din Germania întinsă pe o suprafață de 14.055 ha, integral pe uscat.

## Localizare
Centrul sitului Muskauer und Neustädter Heide este situat la coordonatele 51°26′54″N 14°51′13″E / 51.4483°N 14.8536°E.

## Înființare
Situl Muskauer und Neustädter Heide a fost declarat arie de protecție specială avifaunistică în noiembrie 2006 pentru a proteja 33 de specii de animale.

## Biodiversitate
Situată în ecoregiunea continentală, aria protejată nu include niciun habitat protejat.
La baza desemnării sitului se află mai multe specii protejate de  păsări (33): minunița (Aegolius funereus), pescăruș albastru (Alcedo atthis), rață mică (Anas crecca crecca), Anas platyrhynchos platyrhynchos, fâsă-de-câmp (Anthus campestris), Ardea cinerea cinerea, rața moțată (Aythya fuligula), buha (Bubo bubo), Bucephala clangula, caprimulg (Caprimulgus europaeus), barză neagră (Ciconia nigra), ciocănitoare neagră (Dryocopus martius), presură sură (Emberiza calandra), Falco peregrinus peregrinus, șoimul rândunelelor (Falco subbuteo), becațină comună (Gallinago gallinago), ciuvică (Glaucidium passerinum), Grus grus grus, codalb (Haliaeetus albicilla), capîntortură (Jynx torquilla), sfrâncioc roșiatic (Lanius collurio), sfrâncioc mare (Lanius excubitor excubitor), ciocârlie de pădure (Lullula arborea), pietrar sur (Oenanthe oenanthe), viespar (Pernis apivorus), cormoran mare (Phalacrocorax carbo carbo), ciocănitoare verzuie (Picus canus), mărăcinar (Saxicola rubetra), silvie porumbacă (Sylvia nisoria), Tachybaptus ruficollis ruficollis, cocoșul de mesteacăn (Tetrao tetrix tetrix),  cocoș de munte (Tetrao urogallus), pupăză (Upupa epops).
Pe lângă speciile protejate, pe teritoriul sitului au mai fost identificate 1 specie de păsări.